# Catàstrofe ferroviària de Riudecanyes del 1907

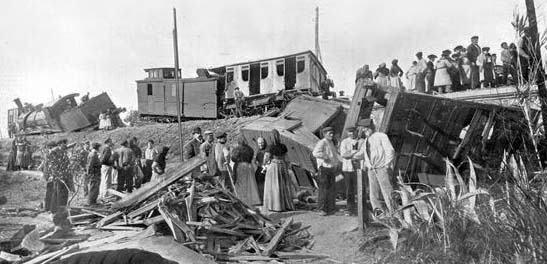
Fotografia parcial del comboi accidentat. A dalt a l'esquerra es pot veure la locomotora descarrilada.

La catàstrofe ferroviària de Riudecanyes succeí el 25 de novembre de 1907 quan s'ensorrà el pont del ferrocarril que creua la riera de Riudecanyes (ubicat a la partició dels termes municipals de Mont-roig del Camp i Cambrils (Baix Camp), però ocorregut dintre del primer municipi) al pas de l'Express Barcelona-València, ocasionant un balanç de 22 morts i 49 ferits. Fou la primera catàstrofe ferroviària important ocorreguda a Catalunya i, sobretot, molt sentida a l'època, ja que els vagons més perjudicats i que ocasionaren víctimes mortals foren dos de primera classe, en què hi va morir gent important i personalitats del món empresarial del moment.

## La catàstrofe
El 25 de novembre de 1907, el tren núm. 702 exprés Barcelona-València de la línia dels Ferrocarrils del Nord sortia de l'estació de França de Barcelona a les 8h del matí direcció València. Estava format per la màquina de vapor, el furgó del carbó, un vagó d'equipatges, un vagó de tercera classe, dos de primera i el furgó de correus que tancava el comboi. Al pas per Tarragona (al voltant de les 10:51h) s'afegí un altre vagó de primera al darrere del comboi com a resposta a la reclamació que va fer un passatger amb influència per tal de poder fumar durant el trajecte, ja que als dos de primera inicials estava prohibit fumar-hi, aquell fet li salvà la vida uns instants més tard. Al voltant de les 11:15h el tren arribà a Cambrils i continuà rumb a la imminent catàstrofe.
El pont del ferrocarril que passa per damunt de la riera de Riudecanyes té una llargada aproximada d'uns 150 metres i uns 4 metres d'alçada i està sostingut per dotze ullals. En el moment de l'incident, el tram entre el penúltim i l'últim ullal es trobava apuntalat de forma provisional des de feia tres anys, amb motiu d'una visita que feu el rei Alfons XIII a Barcelona i a València. Des d'ençà no se li havia practicat cap mena de reforma i el perill que amenaçava era evident. Una hora abans de passar l'exprés nº702, havia passat amb un excés de velocitat un tren de càrrega amb 40 vagons carregats que probablement debilità encara més el mal estat del tram apuntalat. L'exprés de viatgers entra al pont amb tota normalitat (eren al voltant de les 12 del migdia) a una marxa d'uns 50 km/h fins que en arribar a l'últim tram, l'estructura del pont va començar a cedir, passant la màquina, el furgó de carbó i el vagó de tercera. Però el vagó de primera s'encastà contra la paret del terraplè on acaba el pont i, seguidament, caigué al buit el segon vagó de primera, esclafant-se al fons de la riera. El maquinista en adonar-se del fatal succés, donà més marxa a la màquina fet que provocà el descarrilament d'aquesta i el trencament del ganxo que la unia amb els altres vagons. D'aquesta manera, els vagons afectats a la tragèdia foren els dos de primera que van ocasionar 22 morts i 49 ferits. La gent de les poblacions de Mont-roig i Cambrils no van tardar a aproximar-se al lloc de la tragèdia per socórrer a les víctimes i recuperar els cossos dels difunts.
A l'hora de demanar responsabilitats sobre l'accident, ja que va ser provocat per una negligència, la companyia de Ferrocarrils del Nord, responsabilitzà al maquinista que feu descarrilar la màquina, causa de l'esfondrament del pont. Però, realment, es considera que la negligència fou de la companyia per no mantenir unes infraestructures adequades, més quan el pont estava en mal estat i que s'esfondrà a conseqüència de fallar l'últim pilar que sostenia el pont, apuntalat amb fustes des de feia tres anys. La qüestió es debaté al Congrés i, finalment, es responsabilitzà al maquinista que també fou una víctima mortal més, escapant-se així la companyia d'indemnitzar als familiars de les víctimes mortals i als ferits.

## Algunes víctimes
Algunes de les víctimes mortals foren Ramon Martí Tomàs, comerciant de la vila de Xerta, Henry Fressinier, d'origen francès, també un important empresari d'olis de Vinaròs, Gustavo Trost, director de les sucursals del Crèdit Lyonnais de Barcelona i València, la família Baviera de Torrent (els germans Fermí i Tomàs i les seves respectives filles) importants comerciants de vins, Baltasar Urra i la seva esposa, apoderats dels ducs de Medinaceli, Juan Castellà i la seva cunyada Teresa Costa, propietari de la fonda Barcelonesa de Tortosa, José Dobano i esposa, adinerat gallec que havia fet fortuna a Cuba

## Homenatge posterior
El 25 de novembre de 2007, els ajuntaments dels dos pobles juntament amb el Centre d'Estudis Mont-rogenc van organitzar una sèrie d'actes en commemoració del centenari d'aquella terrible catàstrofe amb la presència d'alguns descendents de les víctimes, al mateix temps que es va col·locar una placa commemorativa al mateix pont.